# Sophie Bothilde Jensen
Sophie Bothilde Jensen auch Sophie B. Jensen (* 19. März 1912 in Flensburg; † 21. Juli 2007 ebenda) war eine deutsch-dänische Malerin.

## Leben
Sophie Bothilde Jensen war die Tochter eines Schmiedemeisters, der der dänischen Minderheit angehörte.
Sie besuchte die Textilklasse der Flensburger Kunstgewerblichen Fachschule, weil nur dort Frauen aufgenommen wurden, die Zeichnen lernen wollten; diese besuchte sie von 1930 bis 1932 bei Margarethe Brink-Andresen und dem Bildhauer Heinz Weddig (1870–1946). Anschließend studierte sie in der Abteilung „Textil“ bis 1938 an der Akademie für angewandte Kunst in München; dort legte sie auch ihr Zeichenlehrerexamen ab.
Nach einjährigem pädagogischem Praktikum erhielt sie Anfang 1939 von ihrem Vater die Erlaubnis, malen zu dürfen.
Sie konnte bis September 1939 und dann nochmals 1942 bei Franz Klemmer an der Akademie der Bildenden Künste München studieren.
Während des Zweiten Weltkriegs wurde sie als technische Zeichnerin, zuletzt im Bunkerbau bei der Geheimkammerverwaltung im besetzten Dänemark, eingezogen.
Nach Kriegsende gehörte sie in Flensburg zu einer Gruppe von Malern, zu denen Georg Walter Rössner, Bernard Schultze, Gerhard Fritz Hensel, Hans Busch-Alsen (1900–1950) und Herbert Nentwig (1916–2007) gehörten, die gemeinsam Aktstudium betrieben.
Sie studierte seit 1947 unter anderem Fresko an der Königlichen Akademie der Schönen Künste in Kopenhagen bei Aksel Jørgensen (1883–1957) und Elof Riesebye und beendete 1953 ihr Studium mit einer Silbermedaillen-Auszeichnung für das Fresko Die Heimatlosen.
Von 1954 bis 1961 arbeitete sie unter schwierigen finanziellen Bedingungen freischaffend in Flensburg; in dieser Zeit erkrankte sie zweimal schwer an Tuberkulose.
Bis 1973 wurde sie als technische Zeichnerin im Flensburger Landesbauamt tätig.
Ihre Figurenbilder und Landschaften waren auf verschiedenen Ausstellungen zu sehen. Sie unternahm jährlich Studienreisen nach Frankreich; weitere Reisen führten sie unter anderem in den Iran, nach Marokko und Norwegen.
Im Zeichen-Treff Niehuuser Kreis vermittelte sie Nachwuchs-Malern Malkenntnisse.
Zuletzt wohnte sie in der Friesischen Straße 41 in Flensburg.
Ihr Grab befindet sich auf dem Friedhof Friedenshügel in Flensburg.

### Ausstellungen (Auswahl)
- 1952: Herbstausstellung der Künstler, Kopenhagen.
- 1952: Landeshaus Kiel.
- 1953: Charlottenborg, Kopenhagen.
- 1958: Städtisches Museum, Flensburg.
- 1962: Landeshaus Kiel.
- 1979: Salonausstellung, Grand Palais, Paris.
- 1985: Salonausstellung, Grand Palais, Paris.
- 2017: Gedächtnisausstellung in Flensburg.[3]
- 2017: Gedächtnisausstellung in Mikkelberg - Center for nordisk kunst og cricket[4], Hattstedt.

## Ehrungen und Auszeichnungen
Neben dem Kulturpreis des Deutschen Grenzvereins für Kulturarbeit im Landesteil Schleswig, den sie 1992 erhielt, hat sie zwölf Stipendien von der Kopenhagener Kunstakademie erhalten.

## Werke (Auswahl)
- Städtisches Museum, Flensburg.
- Tanz ums goldene Kalb, Duborg-Skolen, Flensburg.
- Ballonmanden.
- Jomfru Ane.
- Kurvefletteren.